# Benito Barrueta
Benito Barrueta Asteintza (Bermeo, Vizcaya, 21 de marzo de 1873-ibídem, 5 de diciembre de 1953) fue un pintor y grabador español.

## Vida y carrera
Nació en la histórica Torre Ercilla de Bermeo, entonces ocupada como vivienda en alquiler por varias familias. Allí tenía su padre un taller de ebanistería y talla. 
En 1889 Benito estudió pintura en Bilbao con Antonio Lecuona, pero en 1893 interrumpe su formación para cumplir el servicio militar en Madrid. Fue un contratiempo fructífero a la larga, pues el joven artista pudo conocer las novedades culturales de una gran urbe y visitó como copista el Museo del Prado, cayendo fascinado por la obra de Velázquez. Estudia en la Escuela de Artes y Oficios con una beca del Ayuntamiento de Bermeo. 
Otra beca le permite ir a París en 1900, ciudad en la que vivirá once años, tomando contacto con artistas como Pablo Ruiz Picasso, Kees Van Dongen, Juan Gris, Paco Durrio y Juan de Echevarría, y llegando a exponer en el Salón de Otoño en las ediciones de 1907 y 1910. 
En 1913 participó en la exposición en la Asociación de Artistas Vascos celebrada en Bilbao (también en las ediciones de 1917, 1921 y 1934), y la venta de un cuadro le permitió volver a París, hasta que el estallido de la Primera Guerra Mundial le hizo regresar definitivamente. De nuevo en Bermeo, el Ayuntamiento le da la cátedra de Dibujo en la Escuela de Náutica y en la Escuela de Artes y Oficios. 
Se casó en 1921 con Leandra Bilbao, y la pareja vive en Bermeo hasta que la guerra civil española los lleva a exiliarse en Francia. Barrueta no tardó en regresar a Bermeo, donde murió en 1953.

### Obra
Su obra, intimista, abunda en retratos, paisajes bermeanos, interiores
silenciosos y rincones urbanos.
Un muestrario de su obra puede verse en el Museo de Bellas Artes de Bilbao, e incluso el Museo del Prado cuenta con un ejemplo suyo; si bien la mayor parte de su producción permanece en manos privadas. Al menos parte de su producción francesa la firmó con un anagrama no muy inteligible, por lo que se supone que quedan pinturas por localizar. 
En su pueblo natal tiene dedicada una calle y un monumento levantado en 1973. En 2008 se montó en Bermeo una exposición-homenaje.
A lo largo de quince años la investigadora Andone Narváez ha ido registrando la obra conocida de Barrueta; tarea que incluyó un viaje a París, donde localizó documentación sobre el pintor e identificó los lugares exactos donde Barrueta pintó varias vistas urbanas y paisajes. En marzo de 2022 esta investigadora narró sus hallazgos en una conferencia en el citado museo bilbaíno .